# Lista de vereadores de Santo André da 14.ª legislatura
Esta é a lista de vereadores de Santo André da 14.ª Legislatura, período que compreende de 1.º de janeiro de 2005 até 31 de dezembro de 2008.
| 13.ª legislatura | Lista de vereadores de Santo André da 14.ª legislatura | 15.ª legislatura |

## Mesa Diretora
A composição da mesa diretora da Câmara Municipal de Santo André durante os dois biênios da 14.ª Legislatura teve a seguinte formação:
| 1.º Biênio (2005-2006) | 1.º Biênio (2005-2006)       | 2.º Biênio (2007-2008) | 2.º Biênio (2007-2008)    |
| Presidência            | Presidência                  | Presidência            | Presidência               |
| ---------------------- | ---------------------------- | ---------------------- | ------------------------- |
| Presidente             | Luiz Zacarias (PL)           | Presidente             | Montorinho (PT)           |
| Vice-presidente        | José de Araújo (PMDB)        | Vice-presidente        | Antônio Leite (PT)        |
| Secretaria             |                              |                        |                           |
| 1.º Secretário         | Maria Ferreira de Souza (PT) | 1.º Secretário         | Donizete Pereira (PV)     |
| 2.º Secretário         | Dinah Zekcer (PTB)           | 2.º Secretário         | Dr. Samuel Siqueira (PDT) |
| 3.º Secretário         | Dr. Marcelo Chehade (PSDB)   | 3.º Secretário         | Dr. José Ricardo (PSB)    |

## Parlamentares
| Parlamentar | Parlamentar                | Imagem                                       | Partido | Partido                                          | Votos  | %     | Notas | Posição  |
| ----------- | -------------------------- | -------------------------------------------- | ------- | ------------------------------------------------ | ------ | ----- | ----- | -------- |
| 1.º         | Aidan Ravin                |                                              |         | Partido Democrático Trabalhista PDT              | 10.019 | 2,57% | [ 3 ] | Oposição |
| 1.º         | Aidan Ravin                | Partido Popular Socialista PPS               |         |                                                  | 10.019 | 2,57% | [ 3 ] | Oposição |
| 1.º         | Aidan Ravin                | Partido Trabalhista Brasileiro PTB           |         |                                                  | 10.019 | 2,57% | [ 3 ] | Oposição |
| 2.º         | Geraldo Aparecido Juliano  |                                              |         | Partido do Movimento Democrático Brasileiro PMDB | 8.185  | 2,10% | [ 3 ] | Oposição |
| 3.º         | Luiz Zacarias              |                                              |         | Partido Liberal PL                               | 7.121  | 1,83% | [ 3 ] | Oposição |
| 3.º         | Luiz Zacarias              | Partido da República PR                      |         |                                                  | 7.121  | 1,83% | [ 3 ] | Oposição |
| 4.º         | José de Araújo             |                                              |         | Partido do Movimento Democrático Brasileiro PMDB | 4.795  | 1,23% | [ 3 ] | Oposição |
| 5.º         | Jurandir Gallo             |                                              |         | Partido dos Trabalhadores PT                     | 4.420  | 1,13% | [ 3 ] | Governo  |
| 6.º         | Antônio Leite da Silva     |                                              |         | Partido dos Trabalhadores PT                     | 4.135  | 1,06% | [ 3 ] | Governo  |
| 7.º         | Aparecido Donizeti Pereira |                                              |         | Partido Verde PV                                 | 4.085  | 1,05% | [ 3 ] | Governo  |
| 8.º         | Marcos Antônio Medeiros    |                                              |         | Partido da Social Democracia Brasileira PSDB     | 3.837  | 0,98% | [ 3 ] | Oposição |
| 9.ª         | Maria Ferreira de Souza    |                                              |         | Partido dos Trabalhadores PT                     | 3.753  | 0,96% | [ 3 ] | Governo  |
| 10.º        | Montorinho                 |                                              |         | Partido dos Trabalhadores PT                     | 3.667  | 0,94% | [ 3 ] | Governo  |
| 11.ª        | Dinah Zekcer               |                                              |         | Partido Trabalhista Brasileiro PTB               | 3.618  | 0,93% | [ 3 ] | Oposição |
| 12.ª        | Heleni Paiva               |                                              |         | Partido dos Trabalhadores PT                     | 3.567  | 0,91% | [ 3 ] | Oposição |
| 12.ª        | Heleni Paiva               | Partido Democrático Trabalhista PDT          |         |                                                  | 3.567  | 0,91% | [ 3 ] | Oposição |
| 13.º        | Claudio Malatesta          |                                              |         | Partido dos Trabalhadores PT                     | 3.552  | 0,91% | [ 3 ] | Governo  |
| 14.º        | Samuel Siqueira            |                                              |         | Partido da Social Democracia Brasileira PSDB     | 3.313  | 0,85% | [ 3 ] | Oposição |
| 14.º        | Samuel Siqueira            | Partido Social Cristão PSC                   |         |                                                  | 3.313  | 0,85% | [ 3 ] | Oposição |
| 14.º        | Samuel Siqueira            | Partido Democrático Trabalhista PDT          |         |                                                  | 3.313  | 0,85% | [ 3 ] | Oposição |
| 15.º        | Carlos Roberto Ferreira    |                                              |         | Partido Democrático Trabalhista PDT              | 3.089  | 0,79% | [ 3 ] | Oposição |
| 16.º        | José Ricardo Dias          |                                              |         | Partido Socialista Brasileiro PSB                | 3.069  | 0,79% | [ 3 ] | Oposição |
| 17.º        | Carlos Raposo              |                                              |         | Partido Verde PV                                 | 3.010  | 0,77% | [ 3 ] | Governo  |
| 18.º        | Marcelo Chehade            |                                              |         | Partido da Social Democracia Brasileira PSDB     | 2.862  | 0,73% | [ 3 ] | Oposição |
| 19.º        | Itamar Fernandes           |                                              |         | Partido da Frente Liberal PFL                    | 2.605  | 0,67% | [ 3 ] | Oposição |
| 19.º        | Itamar Fernandes           | Partido Socialista Brasileiro PSB            |         |                                                  | 2.605  | 0,67% | [ 3 ] | Oposição |
| 20.º        | Paulinho Serra             |                                              |         | Partido da Frente Liberal PFL                    | 2.599  | 0,67% | [ 3 ] | Oposição |
| 20.º        | Paulinho Serra             | Partido da Social Democracia Brasileira PSDB |         |                                                  | 2.599  | 0,67% | [ 3 ] | Oposição |
| 21.º        | Airton José Bicaro         |                                              |         | Partido da Social Democracia Brasileira PSDB     | 2.576  | 0,66% | [ 3 ] | Oposição |

## Comissões
| Comissões Permanentes                                          | 2005                                       | 2005                                   | 2005  |
| Comissões Permanentes                                          | Presidente                                 | Membros                                | Ref.  |
| -------------------------------------------------------------- | ------------------------------------------ | -------------------------------------- | ----- |
| Comissão de Justiça e Redação                                  | Heleni Paiva (PT)                          | Cláudio Malatesta (PT)                 | [ 4 ] |
| Comissão de Justiça e Redação                                  | Heleni Paiva (PT)                          | Paulinho Serra (PFL)                   | [ 4 ] |
| Comissão de Finanças e Orçamento                               | Antônio Leite (PT)                         | Montorinho (PT)                        | [ 4 ] |
| Comissão de Finanças e Orçamento                               | Antônio Leite (PT)                         | José Ricardo (PSB)                     | [ 4 ] |
| Comissão de Desenvolvimento Urbano                             | Airton José Bicaro (PSDB)                  | Jurandir Gallo (PT)                    | [ 4 ] |
| Comissão de Desenvolvimento Urbano                             | Airton José Bicaro (PSDB)                  | Medeiros (PSDB)                        | [ 4 ] |
| Comissão de Educação e Cultura                                 | Jurandir Gallo (PT)                        | Samuel Siqueira (PSDB)                 | [ 4 ] |
| Comissão de Educação e Cultura                                 | Jurandir Gallo (PT)                        | Aidan Ravin (PPS)                      | [ 4 ] |
| Comissão de Cidadania, Cultura e Assistência Social            | Itamar Fernandes (PFL)                     | Samuel Siqueira (PSDB)                 | [ 4 ] |
| Comissão de Cidadania, Cultura e Assistência Social            | Itamar Fernandes (PFL)                     | Cláudio Malatesta (PT)                 | [ 4 ] |
| Comissão de Saúde, Saneamento Básico, Ecologia e Meio Ambiente | Donizeti Pereira (PV)                      | Airton José Bicaro (PSDB)              | [ 4 ] |
| Comissão de Saúde, Saneamento Básico, Ecologia e Meio Ambiente | Donizeti Pereira (PV)                      | Aidan Ravin (PPS)                      | [ 4 ] |
| Comissão de Segurança Pública                                  | Medeiros (PSDB)                            | Heleni Paiva (PT)                      | [ 4 ] |
| Comissão de Segurança Pública                                  | Medeiros (PSDB)                            | Paulinho Serra (PFL)                   | [ 4 ] |
| Comissão de Legislação Participativa                           | Montorinho (PT)                            | Carlos Raposo (PV)                     | [ 4 ] |
| Comissão de Legislação Participativa                           | Montorinho (PT)                            | Antônio Leite (PT)                     | [ 4 ] |
| Comissões Permanentes                                          | 2006                                       | 2006                                   | 2006  |
| Comissões Permanentes                                          | Presidente                                 | Membros                                | Ref.  |
| Comissão de Justiça e Redação                                  | Heleni Paiva (PT)                          | Cláudio Malatesta (PT)                 | [ 5 ] |
| Comissão de Justiça e Redação                                  | Heleni Paiva (PT)                          | Itamar Fernandes (PFL)                 | [ 5 ] |
| Comissão de Finanças e Orçamento                               | Montorinho (PT)                            | Antônio Leite (PT)                     | [ 5 ] |
| Comissão de Finanças e Orçamento                               | Montorinho (PT)                            | José Ricardo (PSB)                     | [ 5 ] |
| Comissão de Desenvolvimento Urbano                             | Jurandir Gallo (PT)                        | Samuel Siqueira (PSDB)                 | [ 5 ] |
| Comissão de Desenvolvimento Urbano                             | Jurandir Gallo (PT)                        | Cláudio Malatesta (PT)                 | [ 5 ] |
| Comissão de Educação e Cultura                                 | Antônio Leite (PT)                         | Jurandir Gallo (PT)                    | [ 5 ] |
| Comissão de Educação e Cultura                                 | Antônio Leite (PT)                         | José Ricardo (PSB)                     | [ 5 ] |
| Comissão de Cidadania, Cultura e Assistência Social            | Itamar Fernandes (PFL)                     | Donizeti Pereira (PV)                  | [ 5 ] |
| Comissão de Cidadania, Cultura e Assistência Social            | Itamar Fernandes (PFL)                     | Heleni Paiva (PT)                      | [ 5 ] |
| Comissão de Saúde, Saneamento Básico, Ecologia e Meio Ambiente | Donizeti Pereira (PV)                      | Geraldo Aparecido Juliano (PMDB)       | [ 5 ] |
| Comissão de Saúde, Saneamento Básico, Ecologia e Meio Ambiente | Donizeti Pereira (PV)                      | José Ricardo (PSB)                     | [ 5 ] |
| Comissão de Segurança Pública                                  | Geraldo Aparecido Juliano (PMDB)           | Heleni Paiva (PT)                      | [ 5 ] |
| Comissão de Segurança Pública                                  | Geraldo Aparecido Juliano (PMDB)           | Itamar Fernandes (PFL)                 | [ 5 ] |
| Comissão de Legislação Participativa                           | Montorinho (PT)                            | Cláudio Malatesta (PT)                 | [ 5 ] |
| Comissão de Legislação Participativa                           | Montorinho (PT)                            | Samuel Siqueira (PSDB)                 | [ 5 ] |
| Comissões Permanentes                                          | 2007                                       | 2007                                   | 2007  |
| Comissões Permanentes                                          | Presidente                                 | Membros                                | Ref.  |
| Comissão de Justiça e Redação                                  | José de Araújo (PMDB)                      | Dinah Zekcer (PTB)                     | [ 6 ] |
| Comissão de Justiça e Redação                                  | José de Araújo (PMDB)                      | Heleni Paiva (PT) (jan-ago)            | [ 6 ] |
| Comissão de Justiça e Redação                                  | José de Araújo (PMDB)                      | Maria Ferreira de Souza (PT) (ago-dez) | [ 6 ] |
| Comissão de Finanças e Orçamento                               | Cláudio Malatesta (PT)                     | Itamar Fernandes (PSB)                 | [ 6 ] |
| Comissão de Finanças e Orçamento                               | Cláudio Malatesta (PT)                     | Paulinho Serra (PSDB)                  | [ 6 ] |
| Comissão de Desenvolvimento Urbano                             | Jurandir Gallo (PT)                        | Airton José Bicaro (PSDB)              | [ 6 ] |
| Comissão de Desenvolvimento Urbano                             | Jurandir Gallo (PT)                        | Luiz Zacarias (PR)                     | [ 6 ] |
| Comissão de Educação e Cultura                                 | Carlos Ferreira (PDT)                      | Carlos Raposo (PV)                     | [ 6 ] |
| Comissão de Educação e Cultura                                 | Carlos Ferreira (PDT)                      | Maria Ferreira de Souza (PT)           | [ 6 ] |
| Comissão de Cidadania, Cultura e Assistência Social            | Maria Ferreira de Souza (PT)               | Carlos Raposo (PV)                     | [ 6 ] |
| Comissão de Cidadania, Cultura e Assistência Social            | Maria Ferreira de Souza (PT)               | Luiz Zacarias (PR)                     | [ 6 ] |
| Comissão de Cidadania, Cultura e Assistência Social            | Maria Ferreira de Souza (PT)               | Paulinho Serra (PSDB)                  | [ 6 ] |
| Comissão de Saúde, Saneamento Básico, Ecologia e Meio Ambiente | Aidan Ravin (PPS)                          | Marcelo Chehade (PSDB)                 | [ 6 ] |
| Comissão de Saúde, Saneamento Básico, Ecologia e Meio Ambiente | Aidan Ravin (PPS)                          | Geraldo Aparecido Juliano (PMDB)       | [ 6 ] |
| Comissão de Segurança Pública                                  | Heleni Paiva (PT) (jan-ago)                | Medeiros (PSDB)                        | [ 6 ] |
| Comissão de Segurança Pública                                  | Heleni Paiva (PT) (jan-ago)                | Cláudio Malatesta (PT)                 | [ 6 ] |
| Comissão de Segurança Pública                                  | Geraldo Aparecido Juliano (PMDB) (ago-dez) | Medeiros (PSDB)                        | [ 6 ] |
| Comissão de Segurança Pública                                  | Geraldo Aparecido Juliano (PMDB) (ago-dez) | Cláudio Malatesta (PT)                 | [ 6 ] |
| Comissões Permanentes                                          | 2008                                       | 2008                                   | 2008  |
| Comissões Permanentes                                          | Presidente                                 | Membros                                | Ref.  |
| Comissão de Justiça e Redação                                  | Cláudio Malatesta (PT)                     | Dinah Zekcer (PTB)                     | [ 7 ] |
| Comissão de Justiça e Redação                                  | Cláudio Malatesta (PT)                     | Maria Ferreira de Souza (PT)           | [ 7 ] |
| Comissão de Finanças e Orçamento                               | José de Araújo (PMDB)                      | Itamar Fernandes (PSB)                 | [ 7 ] |
| Comissão de Finanças e Orçamento                               | José de Araújo (PMDB)                      | Paulinho Serra (PSDB)                  | [ 7 ] |
| Comissão de Desenvolvimento Urbano                             | Jurandir Gallo (PT)                        | Marcelo Chehade (PSDB)                 | [ 7 ] |
| Comissão de Desenvolvimento Urbano                             | Jurandir Gallo (PT)                        | Luiz Zacarias (PR)                     | [ 7 ] |
| Comissão de Educação e Cultura                                 | Maria Ferreira de Souza (PT)               | Itamar Fernandes (PSB)                 | [ 7 ] |
| Comissão de Educação e Cultura                                 | Maria Ferreira de Souza (PT)               | Carlos Ferreira (PDT)                  | [ 7 ] |
| Comissão de Cidadania, Cultura e Assistência Social            | Maria Ferreira de Souza (PT)               | Carlos Ferreira (PDT)                  | [ 7 ] |
| Comissão de Cidadania, Cultura e Assistência Social            | Maria Ferreira de Souza (PT)               | Luiz Zacarias (PR)                     | [ 7 ] |
| Comissão de Saúde, Saneamento Básico, Ecologia e Meio Ambiente | Aidan Ravin (PTB)                          | Geraldo Aparecido Juliano (PMDB)       | [ 7 ] |
| Comissão de Saúde, Saneamento Básico, Ecologia e Meio Ambiente | Aidan Ravin (PTB)                          | Airton José Bicaro (PSDB)              | [ 7 ] |
| Comissão de Segurança Pública                                  | Medeiros (PSDB)                            | Heleni Paiva (PDT)                     | [ 7 ] |
| Comissão de Segurança Pública                                  | Medeiros (PSDB)                            | Cláudio Malatesta (PT)                 | [ 7 ] |